# Milton Trindade
Mílton Blanco de Abrunhosa Trindade, mais conhecido como Mílton Trindade, (Belém, 24 de maio de 1920 – Belém, 12 de janeiro de 1986) foi um contabilista, empresário e político brasileiro, outrora senador pelo Pará.

## Dados biográficos
Filho de Almerindo Cipriano Trindade e Rosália Blanco Trindade. Contabilista formado em 1942 pela Escola Técnica de Comércio, vinculada à Associação Comercial do Pará, exerceu sua profissão na Comissão da Marinha Mercante e no Serviço de Navegação e Administração do Porto do Pará (SNAPP). Nomeado gerente dos Diários Associados para a Região Norte do Brasil em 1947, tornou-se professor da Escola Técnica de Comércio do Pará e assumiu a direção da mesma em 1964. Dois anos antes fora nomeado superintendente dos Diários Associados por Assis Chateaubriand.
Eleito suplente do senador Jarbas Passarinho via ARENA em 1966, exerceu a quase totalidade do mandato, pois o titular fora nomeado ministro do Trabalho pelo presidente Costa e Silva em 1967 e a seguir ministro da Educação pelo presidente Emílio Garrastazu Médici em 1969. Mílton Trindade foi reconduzido à suplência com a reeleição do senador Jarbas Passarinho em 1974, a quem seguiu no ingresso ao PDS em 1980. Sua atividade política não o afastou das atividades profissionais que exercia.